# Mory Kanté
Mory Kanté (Kissidougou, 29 de março de 1950 – 22 de maio de 2020) foi um cantor e tocador de corá guineense.

## Biografia
Kanté, nasceu em Kissidougou, Guiné em uma das famílias griot mais conhecidas da região. Depois de ter sido criada por mandingos griot, foi enviado para o Mali, aos sete anos de idade, onde aprendeu a tocar kora, bem como importantes vocalizações tradicionais, algumas das quais, necessários para se poder tornar um griot.
Aos quinze anos de idade, Mory Kanté mudou-se para Bamako, e em 1971 entrou para a Rail Band, onde Salif Keita era o vocalista. Manteve-se na banda durante sete anos, findos os quais a rivalidade com Keita, forçou-o a abandonar a banda, passando a integrar o grupo Les Ambassadeurs, mudando-se posteriormente em 1977 para a Costa do Marfim.
É mais conhecido internacionalmente pelo seu hit de 1987 "Yé ké Yé ké", que foi um dos maiores sucessos de vendas na África, bem como número um em vários países da Europa no ano de 1988, tornando-se o primeiro africano a vender mais de um milhão cópias.
Foi nomeado Embaixador da Boa Vontade da FAO a 16 de outubro de 2001.
O artista faleceu no dia 22 de maio de 2020 em Conacri aos 70 (setenta) anos de idade deixando 14 filhos, dentre eles, Manamba Kanté, que seguiu carreira musical e é casada com o cantor Soul Bang’s.

## Discografia

### Álbuns
- Courougnegre (1981)
- N'Diarabi (1982)
- A Paris (1984)
- 10 Kola Nuts (1985)
- Akwaba Beach (1987) (#1 SUI; #13 GER; #43 SWE) [2]
- Touma (1990)
- Nongo Village (1994)
- Tatebola (1996)
- Tamala – Le Voyageur (2001)
- Best Of (2002)
- Sabou (2004)
- La Guinéenne (2012)

### Singles
- "Yé ké yé ké" (1988) (#1 NED; #2 GER; #2 SUI; #5 FRA; #10 AUT; #12 SWE; #25 UK) [2]
- "Tama" (1988) (#44 GER) [2]
- "Yéké Yéké" (remix) (1996) (#28 UK) [2]